# Frank Schröder (Skilangläufer)
Frank Schröder (* 6. März 1962 in Altenburg) ist ein ehemaliger deutscher Skilangläufer, der für die DDR startete.

## Werdegang
Schröder, der für den SC Dynamo Klingenthal startete, trat international erstmals bei den Junioren-Skiweltmeisterschaften 1981 in Schonach im Schwarzwald in Erscheinung. Dort belegte er den sechsten Platz über 15 km und holte mit der Staffel die Bronzemedaille. Im März 1981 siegte er über 15 km bei den Skispielen in Oberhof. In der Saison 1981/82 wurde er in Oberwiesenthal DDR-Meister über 15 km und mit der Staffel und gewann beim Saisonhöhepunkt, den Nordischen Skiweltmeisterschaften 1982 in Oslo, zusammen mit Uwe Bellmann, Uwe Wünsch und Stefan Schicker die Bronzemedaille mit der Staffel, zeitgleich mit den Finnen hinter der sowjetischen und der zeitgleichen norwegischen Staffel. Zudem errang er dort den 21. Platz über 30 km und holte mit dem 15. Platz seine einzigen Weltcuppunkte. Bei den Junioren-Skiweltmeisterschaften Anfang März 1982 in Murau kam er auf den 34. Platz über 15 km und auf den fünften Rang mit der Staffel.  In der Saison 1983/84 gewann sie bei den DDR-Skimeisterschaften 1984 in Lauscha Bronze über 30 km, Silber über 15 km und jeweils Gold über 50 km und mit der Staffel. Bei seinen einzigen Olympischen Winterspielen im Februar 1984 in Sarajevo lief er auf den 43. Platz über 30 km, auf den 26. Rang über 15 km und zusammen mit Karsten Brandt, Uwe Wünsch und Uwe Bellmann auf den neunten Platz mit der Staffel. In der folgenden Saison gewann er bei den DDR-Skimeisterschaften in Oberwiesenthal Bronze mit der Staffel und belegte in Seefeld in Tirol bei seiner letzten Teilnahme an Nordischen Skiweltmeisterschaften den 47. Platz über 50 km, den 42. Rang über 30 km und den 30. Platz über 15 km. In den folgenden Jahren wurde er bei den DDR-Skimeisterschaften 1986 jeweils Dritter über 30 km und 50 km und siegte bei den DDR-Skimeisterschaften 1987 über 50 km.

## Teilnahmen an Weltmeisterschaften und Olympischen Spielen

### Olympische Spiele
- 1984 Sarajevo: 9. Platz Staffel, 26. Platz 15 km, 43. Platz 30 km

### Nordische Skiweltmeisterschaften
- 1982 Oslo: 3. Platz Staffel, 15. Platz 15 km, 21. Platz 30 km
- 1985 Seefeld in Tirol: 30. Platz 15 km, 42. Platz 30 km, 47. Platz 50 km